# Bates Gill
Bates Gill (* 2. Mai 1959) ist ein US-amerikanischer Politikwissenschaftler und seit Oktober 2012 CEO des United States Studies Centre der Universität Sydney.
Zuvor war er vom 1. Oktober 2007 bis 31. Dezember 2012 der sechste Direktor des Stockholm International Peace Research Institute (SIPRI). Er war der erste US-Amerikaner, der diesen Posten bekleidet.
Bates Gill ist mit der Virologin Sarah Palmer verheiratet.

## Leben
Zu seinen früheren Posten zählen unter anderem der Freeman Chair in China Studies am Center for Strategic and International Studies in Washington, D.C., sowie der Posten des Direktors am Center for Northeast Asian Policy Studies der Brookings Institution, ebenfalls in Washington, D.C. Im Zeitraum von 1993 bis 1997 gründete und leitete Bates Gill bereits das East Asia Arms Control and Security Project am SIPRI.
Seine Promotion erlangte Bates Gill im Bereich Außenpolitik am Woodrow Wilson Department of Government and Foreign Affairs der Virginia-Universität.
Nach einem zweijährigen Auslandsaufenthalt in China und Taiwan sowie einem fünfjährigen Aufenthalt in verschiedenen Ländern Europas beherrscht Bates Gill die Sprachen Englisch, Chinesisch und Französisch.